# سدار راپیدز (آیووا)
سدار راپیدز (به انگلیسی: Cedar Rapids) شهری در ایالت آیووا کشور ایالات متحده آمریکا است که جمعیت آن در سرشماری سال ۲۰۱۰ میلادی، ۱۲۶٬۳۲۶ نفر بوده‌است.